# Payra-sur-l'Hers
Payra-sur-l'Hers è un comune francese di 164 abitanti situato nel dipartimento dell'Aude nella regione dell'Occitania.

## Società

### Evoluzione demografica
Abitanti censiti